# Rockstar Leeds
El Rockstar Leeds (anteriorment Mobius Entertainment) és un desenvolupador de videojocs de la ciutat anglesa de Leeds, filial de Rockstar Games. Fundat el 1997 per Gordon Hall (president), Jason McGann, Dave Box i Ian Bowden, la companyia consisteix en 30 dissenyadors de videojocs i programadors. Möbius va treballar amb SCi en dos jocs: Alfred's Adventure, un remake del Alfred Chicken desenvolupat per Twilight, i el cancel·lat Titanium Angels, una adaptació de Thunderbirds. A partir del 2001, l'estudi va crear jocs Game Boy Advance per a diverses editorials, inclosos diversos per a The 3DO Company i Max Payne per a Rockstar Games.
Quan es va anunciar la PlayStation Portable, Möbius havia desenvolupat un motor de joc que tenia com a objectiu especificacions tècniques similars. Això va atreure diverses parts interessades a comprar l'estudi, inclòs Rockstar Games. La empresa matriu de l'editor, Take-Two Interactive, va adquirir Möbius el març de 2004, i l'estudi va passar a formar part de Rockstar Games com a Rockstar Leeds. A partir de llavors, l'estudi va crear diversos jocs de PlayStation Portable, inclosos els jocs originals Grand Theft Auto: Liberty City Stories, Grand Theft Auto: Vice City Stories, Grand Theft Auto: Chinatown Wars i Beaterator, així com ports de Midnight Club 3: Dub Edition,  The Warriors i Manhunt 2.
A l'abril del 2004, la companyia va ser reanomenada per Rockstar Leeds. Des del 2007, diversos empleats (inclosos Bowden, Hall i McGann) van deixar Rockstar Leeds per prendre temps sabàtics, establir estudis o unir-se a altres empreses.

## Història

### Primers anys (1997–2003)

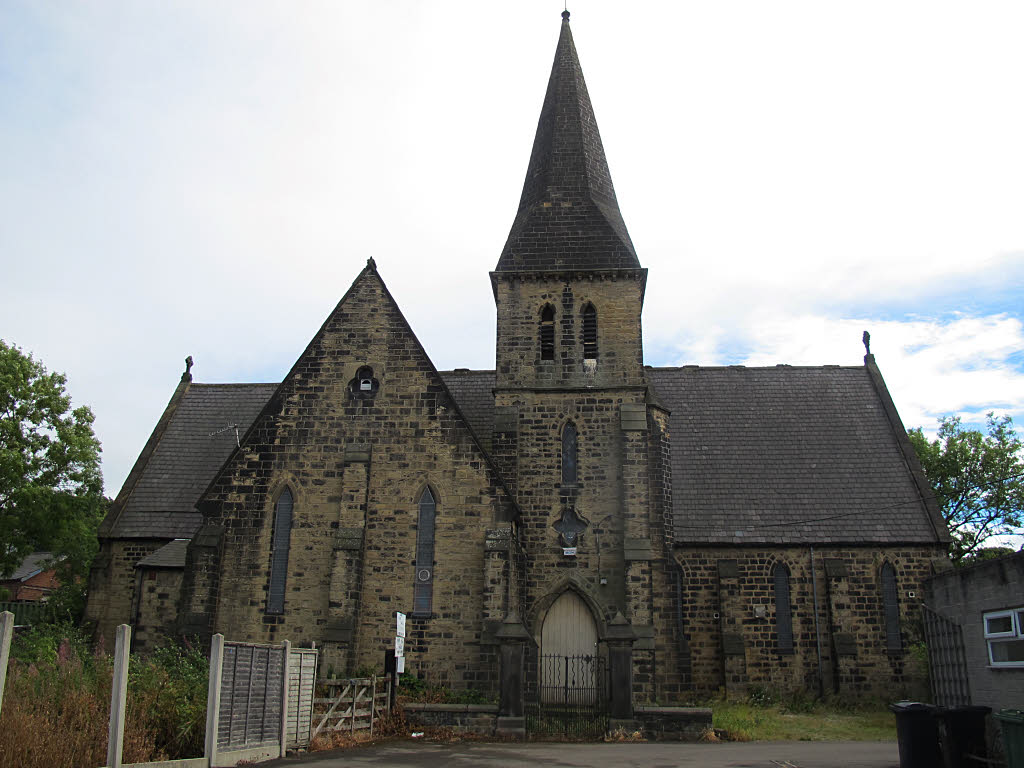
L'antiga església parroquial de Sant Pau (a la foto del 2016) va allotjar les oficines de Rockstar Leeds fins al 2005.

Rockstar Leeds va ser fundada com a Möbius Entertainment per Ian J. Bowden, Dave Box, Gordon Hall i Jason McGann. McGann havia treballat anteriorment per a l'estudi Enigma Variations, amb seu a Harrogate, fins al 1989, quan l'acomiadament d'un programador va fer que diversos empleats, inclòs McGann, dimitissin i fundessin Twilight. Durant el seu mandat a la nova empresa, McGann va concebre el joc Alfred Chicken, basat originalment en Rainbow Islands i més tard influenciat per Super Mario World. Es va presentar una demo a Ocean Software, que havia llançat alguns dels jocs anteriors de Twilight, i la companyia estava interessada a publicar Alfred Chicken si el seu protagonista era substituït per Woodstock de la franquícia Peanuts. Amb el suport de l'equip de desenvolupament, McGann va rebutjar aquesta oferta perquè volia mantenir el personatge que havia creat. En canvi, l'estudi va treballar amb l'agent John Cook en un acord amb l'editor Mindscape que va permetre a Twilight conservar la propietat intel·lectual del joc. El joc va ser llançat per a Game Boy l'any 1993.
McGann i Peter Tattersall, l'artista d'Alfred Chicken, van deixar Twilight el 1994 per fundar Hookstone, i el que quedava de Twilight va acordar transferir els drets del joc a la nova companyia. Al principi, Hookstone va contractar Hall (que coneixia McGann des de 1990) com a programador i Bowden com a artista júnior. Hall es va descriure a si mateix com "un programador amb un ull posat en el vessant empresarial" i ràpidament es va adonar que l'empresa "no li quedava molt de vida". Bowden, Box, Hall i McGann van establir Möbius el desembre de 1997. L'empresa es va traslladar a l'edifici reconvertit del segle XVIII de l'antiga església parroquial de Sant Pau al districte de Stanningley de Pudsey, una ciutat propera a Leeds. Möbius va estar sense sou durant uns setze mesos fins que va signar el seu primer contracte editorial. Durant aquest temps, els fundadors van descobrir que funcionaven millor com a petit equip i consideraven que els jocs de mà com els més adequats per a aquesta mida d'equip. El seu primer projecte va ser un remake de Alfred Chicken per a Game Boy Color, titulat Alfred's Adventure. El joc va ser llançat per SCi a Europa el juny de 2000. Després del seu llançament, Möbius va canviar d'agent de Cook a Emma Killilea, que va llançar Alfred Chicken a Sony. Aleshores, aquesta empresa buscava jocs familiars per a la seva consola PlayStation, que s'acostava al final del seu cicle de vida, i va donar llum verda a un remake de Alfred Chicken per a la plataforma. Aquest joc es va llançar l'any 2002.
Per a SCi, Möbius també va desenvolupar Titanium Angels, una adaptació de la sèrie de televisió dels anys 60 Thunderbirds. L'estudi havia estat treballant en un motor de joc, Revelation, durant diversos anys i va començar la producció del joc quan l'editor el va signar al projecte el 1999. SCi va anunciar Titanium Angels el gener de 2000 i, al setembre d'aquell any, va projectar que es llançaria per a la PlayStation 2 a finals de 2001.Quan Möbius va ser interrogat sobre l'estat del joc l'octubre de 2003, va dir que el joc s'havia cancel·lat "fa un temps". Amb l'editor The 3DO Company, Möbius va desenvolupar les conversions de Game Boy Advance de High Heat Major League Baseball 2002 i High Heat Major League Baseball 2003, així com el joc Army Men: Turf Wars. Altres primers projectes de Game Boy Advance de Möbius inclouen Bionicle, Drome Racers, i A Sound of Thunder, un tie-in per a la pel·lícula del mateix nom. Aquest últim va ser anunciat a l'E3 2002 i estava previst que s'estrenés més tard aquell any, abans de la pel·lícula. El joc es va acabar l'any 2002, però va romandre inèdit durant un temps com a editor BAM! Entreteniment estava esperant la finalització de les versions de la consola del joc.Finalment, Möbius va desenvolupar l'adaptació de Game Boy Advance de Max Payne per a Rockstar Games.

### Adquisició i projectes de PlayStation Portable (2002–2009)
Al voltant de 2002, Möbius va crear un equip intern per desenvolupar un motor de joc per a una futura consola portàtil d'alt rendiment, com el que seria un "GameCube a la mà" de Nintendo. L'estudi tenia una facturació anual de 1 milió de lliures en 2003. Es va unir a la xarxa d'estudis Game Republic el mateix any i, al desembre, va adquirir i absorbir el desenvolupador de jocs portàtils amb seu a Yorkshire Spellbound per augmentar el nombre de persones fins a trenta. Quan Sony va anunciar la PlayStation Portable, tenia especificacions tècniques similars a les previstes per Möbius per al seu motor de joc. L'estudi va poder preparar ràpidament la seva tecnologia per al dispositiu, que va atreure tres editors que van intentar adquirir l'estudi i dos que van oferir col·laboracions en què Möbius s'hauria mantingut independent. Un dels editors volia que l'estudi creés vuit jocs per a PlayStation Portable anualment, cosa que Hall creia que "significa menys amor per part de l'editor i una dura feina per fer aquests jocs". Rockstar Games es trobava entre els interessats a comprar Möbius i era l'únic que no pretenia que l'estudi de trenta-set empleats creixés ràpidament si s'adquirís. Per tant, Möbius va optar per ser comprat per aquesta empresa. Take-Two Interactive, la empresa matriu de Rockstar Games, va adquirir Möbius el març de 2004 per 4,549 milions de dòlars en efectiu. L'acord es va anunciar el 8 d'abril de 2004 i l'estudi va passar a formar part de Rockstar Games com a Rockstar Leeds. Take-Two va destinar a l'estudi per desenvolupar jocs de PlayStation Portable i altres títols de Game Boy Advance. Necroscope, un joc de PlayStation 2 i Xbox basat en la sèrie de novel·les de terror homònima de Brian Lumley, va ser cancel·lat en el procés.
Sota la seva nova propietat, Rockstar Leeds es va oferir per desenvolupar jocs de la sèrie Grand Theft Auto, la qual cosa va ser una sorpresa ja que els jocs anteriors havien estat gestionats per Rockstar North. L'estudi va acceptar i, el gener de 2005, es va anunciar que treballava en dos jocs de PlayStation Portable: un port de Midnight Club 3: Dub Edition i un títol original de Grand Theft Auto  basat en Liberty City, l'escenari de Grand Theft Auto III del 2001. El primer es va desenvolupar sota la supervisió del desenvolupador original del joc, Rockstar San Diego, i es va llançar el juny de 2005. L'estudi va cooperar amb Rockstar North en aquest últim, que va ser anunciat com a Grand Theft Auto: Liberty City Stories el maig de 2005. Va ser llançat a l'octubre d'aquell any amb crítiques positives. Un successor, Grand Theft Auto: Vice City Stories, va ser llançat l'octubre de 2006. Al novembre de 2005, Rockstar Leeds s'havia traslladat de Pudsey al parc empresarial de City West a Leeds.
Rockstar Leeds va crear a més les versions de PlayStation Portable de The Warriors i Manhunt 2, així com el port de Wii de Rockstar Games Presents Table Tennis, tots publicats el 2007. L'estudi va desenvolupar Grand Theft Auto: Chinatown Wars, el títol de debut de la sèrie Grand Theft Auto a la Nintendo DS. Llançat el març de 2009, el joc va rebre l'aclamació de la crítica i es va convertir en el joc de Nintendo DS més ben valorat a Metacritic. No obstant això, no va tenir èxit comercial, venent només 88.000 de les 200.000 còpies previstes en el seu primer mes. Beaterator de Rockstar Leeds, un remake amb temàtica Timbaland d'un joc web de 2005 amb el mateix nom, es va llançar el setembre de 2009.

### Col·laboracions de desenvolupament i partides (2007-present)
McGann va deixar Rockstar Leeds el 2007 per prendre un temps sabàtic després de dinou anys a la indústria dels videojocs. A l'agost d'aquell any, l'empresa havia crescut fins a 70 persones. En aquest moment, Hall va declarar la intenció de l'estudi de crear propietats intel·lectuals originals per a les plataformes de nova generació i allunyar-se del desenvolupament portàtil. Rockstar Leeds va assistir posteriorment a Rockstar San Diego en el desenvolupament de Red Dead Redemption. Hall i diversos membres del personal de Rockstar Leeds van passar un any als Estats Units per treballar en el joc in situ. El novembre de 2011, l'estudi va portar L.A. Noire a Windows.
Lee Hutchinson i Matt Shepcar van anunciar el febrer de 2010 que havien deixat Rockstar Leeds per establir Double Eleven. El dissenyador sènior Simon Iwaniszak va renunciar a Rockstar Leeds per unir-se breument a Double Eleven i més tard va fundar Red Kite Games a principis de 2012. Hall es va prendre un any sabàtic l'any 2011 per investigar la psicologia dels jugadors i l'estratègia de microtransacció i es va unir a l'estudi The Blast Furnace d'Activision com a director creatiu l'agost de 2012. Després de sortir de la indústria dels videojocs l'any 2015, va dedicar diverses aficions fins a la seva mort el març de 2021 als 51 anys. L'agost de 2014, Bowden va deixar Rockstar Leeds per convertir-se en el director d'art del desenvolupador alemany de jocs de xarxes socials GameDuell.
El juliol de 2014, Rockstar Games va contractar la consultoria immobiliària WSB per trobar 1.400 m² d'espai d'oficines a Leeds. Rockstar Leeds s'havia traslladat a l'1 de Victoria Place a l'àrea de Holbeck de la ciutat el novembre de 2016. L'estudi va desenvolupar conjuntament el Grand Theft Auto V del 2013 i va treballar juntament amb la resta d'estudis de Rockstar Games a Red Dead Redemption 2, que es va estrenar l'octubre de 2018.

## Elogis
Rockstar Leeds va guanyar el "Best Handheld Games Studio" i va ser finalista al "Millor equip intern" als Premis Develop Industry Excellence Awards de 2009.

## Videojocs

### Com a Möbius Entertainment
| Any  | Títol                                      | Plataforma(es)   | Distribuïdor(s)             | Notes                                     |
| ---- | ------------------------------------------ | ---------------- | --------------------------- | ----------------------------------------- |
| 2000 | Alfred's Adventure                         | Game Boy Color   | SCi                         |                                           |
| 2001 | High Heat Major League Baseball 2002       | Game Boy Advance | The 3DO Company             |                                           |
| 2002 | High Heat Major League Baseball 2003       | Game Boy Advance | The 3DO Company             |                                           |
| 2002 | Alfred Chicken                             | PlayStation      | Sony Computer Entertainment |                                           |
| 2002 | Army Men: Turf Wars                        | Game Boy Advance | The 3DO Company             |                                           |
| 2003 | Drome Racers                               | Game Boy Advance | THQ                         |                                           |
| 2003 | Bionicle                                   | Game Boy Advance | THQ                         |                                           |
| 2003 | Barbie Horse Adventures: Blue Ribbon Race  | Game Boy Advance | Vivendi Universal Games     | Desenvolupat conjuntament amb Blitz Games |
| 2003 | Barbie Horse Adventures: Wild Horse Rescue | Game Boy Advance | Vivendi Universal Games     | Desenvolupat conjuntament amb Blitz Games |
| 2003 | Pop Idol                                   | Game Boy Advance | Codemasters                 |                                           |
| 2003 | Max Payne                                  | Game Boy Advance | Rockstar Games              |                                           |
| 2004 | A Sound of Thunder                         | Game Boy Advance | BAM! Entertainment          |                                           |

### Com a Rockstar Leeds
| Any  | Títol                                  | Plataforma(es)                                                                            | Distribuïdor(s) | Notes                                                            |
| ---- | -------------------------------------- | ----------------------------------------------------------------------------------------- | --------------- | ---------------------------------------------------------------- |
| 2005 | Midnight Club 3: Dub Edition           | PlayStation Portable                                                                      | Rockstar Games  | Desenvolupament de port                                          |
| 2005 | Grand Theft Auto: Liberty City Stories | Android, Fire OS, iOS, PlayStation 2, PlayStation Portable                                | Rockstar Games  | Desenvolupat conjuntament amb Rockstar North                     |
| 2006 | Grand Theft Auto: Vice City Stories    | PlayStation 2, PlayStation Portable                                                       | Rockstar Games  | Desenvolupat conjuntament amb Rockstar North                     |
| 2007 | The Warriors                           | PlayStation Portable                                                                      | Rockstar Games  | Desenvolupament de port                                          |
| 2007 | Rockstar Games Presents Table Tennis   | Wii                                                                                       | Rockstar Games  | Desenvolupament de port                                          |
| 2007 | Manhunt 2                              | PlayStation Portable                                                                      | Rockstar Games  | Desenvolupament de port                                          |
| 2009 | Grand Theft Auto: Chinatown Wars       | Android, Fire OS, iOS, Nintendo DS, PlayStation Portable                                  | Rockstar Games  | Desenvolupat conjuntament amb Rockstar North                     |
| 2009 | Beaterator                             | iOS, PlayStation Portable                                                                 | Rockstar Games  |                                                                  |
| 2010 | Red Dead Redemption                    | PlayStation 3, Xbox 360                                                                   | Rockstar Games  | Desenvolupament de suport per Rockstar San Diego                 |
| 2011 | L.A. Noire                             | Nintendo Switch, PlayStation 3, PlayStation 4, Windows, Xbox 360, Xbox One                | Rockstar Games  | Desenvolupament de suport per Team Bondi; també portat a Windows |
| 2012 | Max Payne 3                            | macOS, PlayStation 3, Windows, Xbox 360                                                   | Rockstar Games  | Desenvolupat com a part de Rockstar Studios                      |
| 2013 | Grand Theft Auto V                     | PlayStation 3, PlayStation 4, PlayStation 5, Windows, Xbox 360, Xbox One, Xbox Series X/S | Rockstar Games  | Desenvolupament de suport per Rockstar North                     |
| 2018 | Red Dead Redemption 2                  | PlayStation 4, Stadia, Windows, Xbox One                                                  | Rockstar Games  | Desenvolupament de suport per Rockstar Studios                   |

### Cancel·lats
- Titanium Angels
- Necroscope